# Kepler-24 e
Kepler-24 e est un Neptune chaud, orbitant autour de son étoile hôte située à environ 3 773 années-lumière (1 156,81 pc) de la Terre avec une magnitude apparente de 15,04.

## Caractéristiques physiques
L'exoplanète se distingue par sa masse faible de 0,082 MJ, son rayon compact de 0,25 RJ et sa température élevée de 792 K.

## Orbite
Elle orbite à 0,14  unités astronomiques de son étoile, une distance comparable à celle de Vénus dans le système solaire.

## Découverte
L'exoplanète a été découverte par la méthode du transit en 2014.

## Habitabilité
Les conditions d'habitabilité de cette exoplanète ne sont pas déterminées ou ne sont pas connues.